# F.C.TOKYO MAGAZINE BR TOKYO
F.C.TOKYO MAGAZINE BR TOKYO（エフシートウキョウマガジン ビーアールトウキョウ）は、かつて株式会社ユーメイドが発行していた、FC東京公認の雑誌である。2014年2月24日に創刊され、2016年2月24日の発売号を以って休刊となった。

## 概要
誌名のロゴからは、「BR」がFC東京のクラブカラーである青（Blue）赤（Red）を意味することがうかがえる。2014年4月号から7・8月号までは東京都内近郊の書店やコンビニエンスストアでも販売されていたが、同年9月号からはFC東京のホームゲームでの書籍売り場、オンラインショップおよび啓文堂書店での販売となっていた。雑誌の内容は、選手のインタビューや試合のマッチレポート、試合の日程や結果、選手の出場記録など。

## 主な内容
- 『青赤レジェンド列伝』- OB特集。

| 1 | 2014年4月    | 福田健二 | 2001-2003 |
| 2 | 2014年5月    | 小林成光 | 1997-2005 |
| 3 | 2014年6月    | 戸田光洋 | 2000-2006 |
| 4 | 2014年7月8月 | 鏑木享   | 1999-2001 |
| 5 | 2014年9月    | 奥原崇   | 1995-1999 |
- 『青赤著名人ファイル』- クラブとの関わりやサポーター歴についてコメント。

| 1 | 2014年4月    | 橘ゆりか           |
| 2 | 2014年5月    | ゆってぃ           |
| 3 | 2014年6月    | 川上つよし         |
| 4 | 2014年7月8月 | ジョナサン・シガー |
- 『月刊東京論』 - 前田治による連載。
- 『東京アサヒジャーナル』 - 植田朝日による連載。